# 짐바브웨 국방군
짐바브웨 국방군(영어: Zimbabwe Defence Forces, ZDF)은 짐바브웨 육군(ZNA), 짐바브웨 왕립 해군, 짐바브웨 공군(AFZ)으로 구성되어 있다. 비록 육지로 둘러싸인 나라이지만, 짐바브웨는 9명의 수병과 1명의 대장으로 구성된 작은 해군을 가지고 있다. ZDF의 가장 고위 지휘관은 필립 발레리오 시반다 장군이다. 로디지아 부시 전쟁 이후 독립 당시 로버트 무가베 총리는 짐바브웨의 세 군대를 통합하는 것이 짐바브웨의 최우선 순위 중 하나가 될 것이라고 선언했다. 기존의 로디지아군은 짐바브웨 아프리카 민족 연합(PF)의 20,000명 규모의 짐바브웨 아프리카 민족 해방군(ZANLA)과 PF-짐바브웨 아프리카 인민 연합의 15,000명 규모의 짐바브웨 인민 혁명군(ZIPRA) 두 게릴라 군대와 결합되었다. 현재 인력은 육군에서 29,000명, 공군에서 4,000명으로 추정된다. 로디지아 부시 전쟁 이후, 군대는 주로 많은 작전에서 비국가 무장 세포의 진압에 관여해 왔다.

## 국방부
1994년 7월 연합 짐바브웨 국방군 사령부가 창설되었다.

## 인력
2007년, 짐바브웨 육군은 29,000명으로 추산되었고 짐바브웨 공군은 4,000명으로 추산되었다.

## 역사
독립 당시, 로버트 무가베 당시 총리는 짐바브웨의 세 군대를 통합하는 것이 짐바브웨의 최우선 순위 중 하나가 될 것이라고 선언했다. 기존의 로디지아군은 짐바브웨 아프리카 민족 연합-PF의 2만 명 규모의 짐바브웨 아프리카 민족 해방군(ZANLA)과 PF-짐바브웨 아프리카 민족 연합의 1만 5천 명 규모의 짐바브웨 인민 혁명군(ZIPRA)이 두 게릴라 군대와 합쳐졌다. 영국 군사 원조 및 훈련 팀은 새로운 군대의 창설을 지원하는 데 중추적인 역할을 했고, 2000년에도 여전히 제자리에 있었다. 로디지아 공군은 결국 짐바브웨 공군으로 개편되었다.